# 京都金杯
京都金杯（きょうときんぱい）は、日本中央競馬会（JRA）が京都競馬場で施行する中央競馬の重賞競走（GIII）である。競馬番組表での名称は「スポーツニッポン賞 京都金杯（スポーツニッポンしょう きょうときんぱい）」と表記している。
正賞はスポーツニッポン新聞社賞。

## 概要

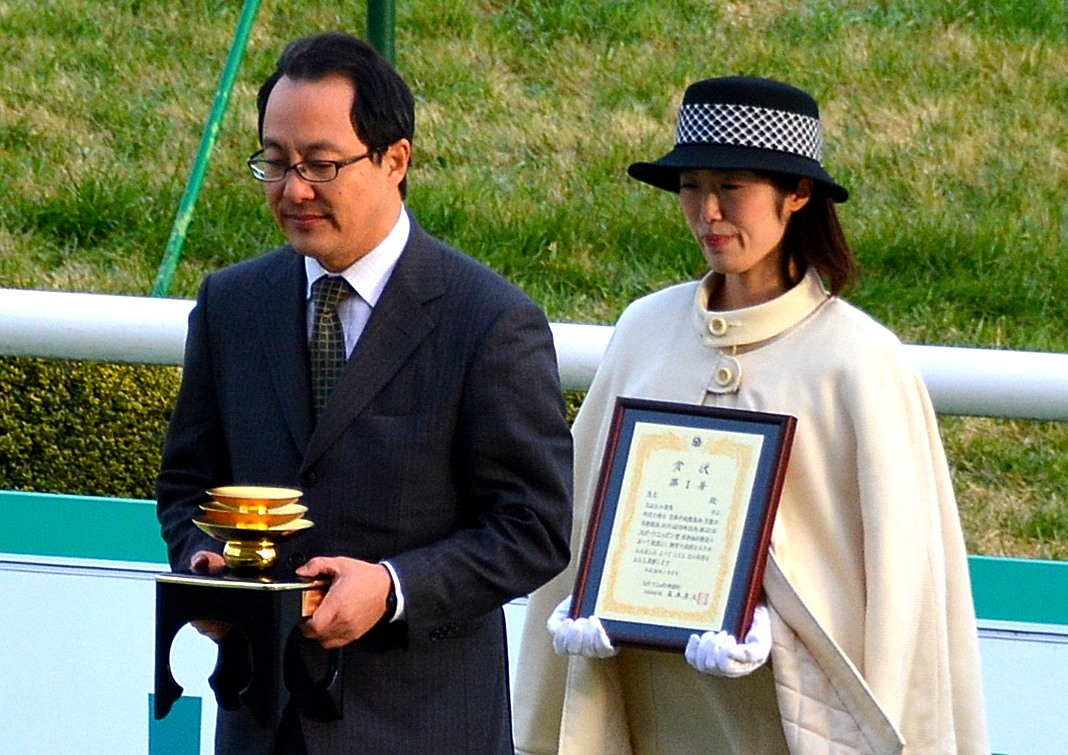
優勝馬主に贈られる金杯（2014年）

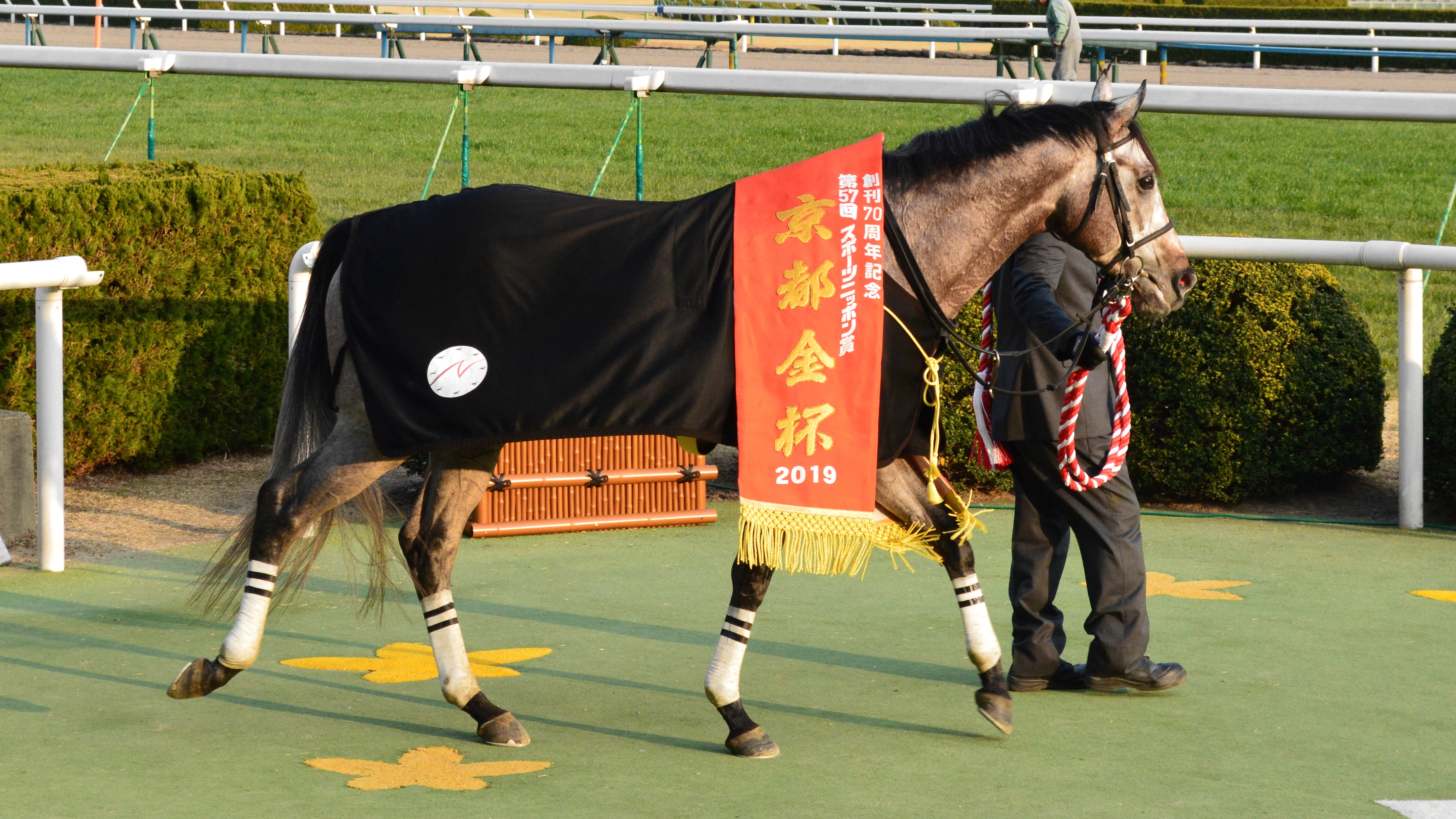
京都金杯の優勝レイ（2019年）

1963年に創設された5歳（現4歳）以上の馬によるハンデキャップの重賞「迎春賞（げいしゅんしょう）」が、本競走の前身。1966年から「金盃」、1970年に「金杯」と改称され、以来1995年まで中山競馬場で行われる同名の競走（現・中山金杯）とともに新年の中央競馬の開幕（1月）を飾る重賞として施行してきたが、1996年より東西の金杯を区別するため現名称に変更された。
負担重量は1966年から1980年まで別定だったが、1981年以降はハンデキャップに戻された。施行距離は創設以来芝2000mで定着していたが、2000年より芝1600mに短縮され、短距離路線を目標とする馬にとって1年の活躍を占うレースへと位置づけが一変した。
外国産馬は1993年から、外国馬は2006年から、地方競馬所属馬は2020年からそれぞれ出走可能になった。
中山金杯と同じように競馬ファンからは金杯の格言として「一年の計は元旦にあり」をもじって「一年の計は金杯にあり」と言われている。
地上波テレビ放送局は開催日が日曜日固定でないため毎年変動し、開催日が月曜日～土曜日の場合はKBS京都テレビ、日曜日の時は関西テレビで放送される。

### 競走条件
以下の内容は、2025年のもの。
出走資格：サラ系4歳以上、2024年1月6日以降2024年12月28日まで1回以上出走馬、除未出走馬および未勝利馬
- JRA所属馬
- 地方競馬所属馬（認定馬のみ、2頭まで）
- 外国調教馬（優先出走）

負担重量：ハンデキャップ

### 賞金
2025年の1着賞金は4300万円で、以下2着1700万円、3着1100万円、4着650万円、5着430万円。

## 歴史
- 1963年 - 5歳以上の馬によるハンデキャップの重賞「迎春賞」の名称で創設、京都競馬場の芝2000mで施行[4]。正賞はYTV賞（1965年まで）[7]。
- 1966年
  - 名称を「スポーツニッポン賞 金盃」に変更[8]。
  - 負担重量を別定に変更[4]。
- 1970年 - 名称を「スポーツニッポン賞 金杯」に変更。
- 1981年 - 負担重量をハンデキャップに変更[4]。
- 1984年 - グレード制施行によりGIII[注 1]に格付け。
- 1993年 - 混合競走に指定、外国産馬が出走可能になる[4]。
- 1996年 - 名称を「スポーツニッポン賞 京都金杯」に変更[4]。
- 2001年 - 馬齢表記を国際基準へ変更したことに伴い、競走条件を「4歳以上」に変更。
- 2006年 - 国際競走に指定、外国調教馬が4頭まで出走可能になる[4]。
- 2007年 - 日本のパートI国昇格に伴い、外国調教馬の出走枠が8頭に拡大[4]。
- 2015年 
  - 出走可能頭数を18頭に拡大。
  - 外国馬の出走枠を9頭に変更。
- 2020年 - 特別指定交流競走に指定され、地方競馬所属馬が2頭まで出走可能になる。
- 2021年 - 京都競馬場の整備工事に伴い、中京競馬場で施行（2022年・2023年も同様）[9][10]。このため、出走可能頭数が16頭に変更される。
- 2025年 - 阪神競馬場のリフレッシュ工事に伴う開催日割の変更に伴い、中京競馬場で施行。このため、出走可能頭数が16頭に変更される。

### 歴代優勝馬
優勝馬の馬齢は、2000年以前も現行表記に揃えている。
コース種別を表記していない距離は、芝コースを表す。
競走名は第1回から第3回まで「迎春賞」、第4回から第33回まで「金杯」。
| 回数   | 施行日        | 競馬場 | 距離  | 優勝馬             | 性齢 | タイム | 優勝騎手   | 管理調教師 | 馬主                                 |
| ------ | ------------- | ------ | ----- | ------------------ | ---- | ------ | ---------- | ---------- | ------------------------------------ |
| 第1回  | 1963年1月3日  | 京都   | 2000m | スズカリユウ       | 牡5  | 2:07.4 | 松本善登   | 橋本正晴   | 三好笑子                             |
| 第2回  | 1964年1月3日  | 京都   | 2000m | カツラエース       | 牡5  | 2:05.9 | 松本善登   | 橋本正晴   | 牧市太郎                             |
| 第3回  | 1965年1月3日  | 京都   | 2000m | コウライオー       | 牡5  | 2:04.7 | 上田三千夫 | 吉田三郎   | 高田政治                             |
| 第4回  | 1966年1月3日  | 京都   | 2000m | キーストン         | 牡4  | 2:05.8 | 山本正司   | 松田由太郎 | 伊藤由五郎                           |
| 第5回  | 1967年1月3日  | 京都   | 2000m | ヤマニリユウ       | 牡4  | 2:04.7 | 高橋成忠   | 柏谷富衛   | 北沢元男                             |
| 第6回  | 1968年1月3日  | 京都   | 2000m | アトラス           | 牡4  | 2:03.4 | 武邦彦     | 戸山為夫   | 松岡重雄                             |
| 第7回  | 1969年1月5日  | 京都   | 2000m | ファインローズ     | 牝4  | 2:03.4 | 簗田善則   | 坪重兵衛   | 吉田久博                             |
| 第8回  | 1970年1月4日  | 京都   | 2000m | ホウウン           | 牡4  | 2:03.9 | 池江泰郎   | 梅内慶蔵   | 中井長一                             |
| 第9回  | 1971年1月15日 | 京都   | 2000m | ケイタカシ         | 牡6  | 2:07.2 | 池江泰郎   | 浅見国一   | 内田恵司                             |
| 第10回 | 1972年1月5日  | 京都   | 2000m | フイドール         | 牡4  | 2:07.8 | 武田博     | 武田文吾   | 小原菊枝                             |
| 第11回 | 1973年1月7日  | 京都   | 2000m | ユーモンド         | 牡4  | 2:08.3 | 福永洋一   | 武田文吾   | 新子政勇貴                           |
| 第12回 | 1974年1月6日  | 京都   | 2000m | ナオキ             | 牡5  | 2:01.4 | 佐々木昭次 | 田中康三   | 桜山ホース（株）                     |
| 第13回 | 1975年1月6日  | 京都   | 2000m | ハクサンホマレ     | 牡5  | 2:04.0 | 久保一秋   | 吉永猛     | 不破勝                               |
| 第14回 | 1976年1月5日  | 京都   | 2000m | スリーヨーク       | 牡5  | 2:04.4 | 出口隆義   | 諏訪佐市   | 永井商事（株）                       |
| 第15回 | 1977年1月5日  | 京都   | 2000m | コウイチサブロウ   | 牡4  | 2:02.8 | 松本善登   | 庄野穂積   | 桂土地（株）                         |
| 第16回 | 1978年1月5日  | 京都   | 2000m | リニアクイン       | 牝4  | 2:04.0 | 松田幸春   | 松田由太郎 | 桶谷辰造                             |
| 第17回 | 1979年1月5日  | 京都   | 2000m | インターグシケン   | 牡4  | 2:02.7 | 武邦彦     | 日迫良一   | 松岡正雄                             |
| 第18回 | 1980年1月5日  | 阪神   | 2000m | グレートタイタン   | 牡5  | 2:03.4 | 武邦彦     | 吉田三郎   | 長底定治郎                           |
| 第19回 | 1981年1月5日  | 京都   | 2000m | ウエスタンジョージ | 牡5  | 2:00.9 | 加用正     | 北橋修二   | 西川商事（株）                       |
| 第20回 | 1982年1月5日  | 京都   | 2000m | タマトップ         | 牡5  | 2:03.2 | 古小路重男 | 夏村辰男   | 玉井政夫                             |
| 第21回 | 1983年1月5日  | 京都   | 2000m | ミスラディカル     | 牝4  | 2:02.5 | 音無秀孝   | 田中良平   | 小田切有一                           |
| 第22回 | 1984年1月5日  | 京都   | 2000m | ロンググレイス     | 牝4  | 2:03.6 | 田原成貴   | 小林稔     | 中井長一                             |
| 第23回 | 1985年1月6日  | 京都   | 2000m | メジロトーマス     | 牡4  | 2:02.3 | 村本善之   | 池江泰郎   | （有）メジロ牧場                     |
| 第24回 | 1986年1月5日  | 京都   | 2000m | エーコーフレンチ   | 牡5  | 2:03.8 | 田島信行   | 安田伊佐夫 | 池内賢市                             |
| 第25回 | 1987年1月5日  | 京都   | 2000m | ドウカンヤシマ     | 牡7  | 2:03.2 | 清水英次   | 鹿戸明     | 新井興業（株）                       |
| 第26回 | 1988年1月5日  | 京都   | 2000m | タマモクロス       | 牡4  | 2:03.7 | 南井克巳   | 小原伊佐美 | タマモ（株）                         |
| 第27回 | 1989年1月5日  | 京都   | 2000m | カツトクシン       | 牡4  | 2:00.5 | 松永幹夫   | 安田伊佐夫 | 渡辺典六                             |
| 第28回 | 1990年1月5日  | 京都   | 2000m | オサイチジョージ   | 牡4  | 2:01.9 | 丸山勝秀   | 土門一美   | 野出長一                             |
| 第29回 | 1991年1月5日  | 京都   | 2000m | ダイユウサク       | 牡5  | 2:00.1 | 熊沢重文   | 内藤繁春   | 橋元幸平                             |
| 第30回 | 1992年1月5日  | 京都   | 2000m | ホワイトアロー     | 牡6  | 2:02.2 | 田原成貴   | 小野幸治   | 東山ホース（株）                     |
| 第31回 | 1993年1月5日  | 京都   | 2000m | エルカーサリバー   | 牝4  | 2:01.4 | 山田泰誠   | 田中良平   | （株）クレアール                     |
| 第32回 | 1994年1月5日  | 阪神   | 2000m | エイシンテネシー   | 牝5  | 2:02.8 | 田原成貴   | 坂口正則   | 平井豊光                             |
| 第33回 | 1995年1月5日  | 京都   | 2000m | ワコーチカコ       | 牝5  | 1:59.7 | O.ペリエ   | 伊藤雄二   | 石田隆夫                             |
| 第34回 | 1996年1月5日  | 京都   | 2000m | テイエムジャンボ   | 牡5  | 1:59.7 | 河内洋     | 布施正     | 竹園正繼                             |
| 第35回 | 1997年1月5日  | 京都   | 2000m | イシノサンデー     | 牡4  | 2:02.3 | 四位洋文   | 山内研二   | （株）イシジマ                       |
| 第36回 | 1998年1月5日  | 京都   | 2000m | ミッドナイトベット | 牡4  | 2:00.6 | O.ペリエ   | 長浜博之   | （有）社台レースホース               |
| 第37回 | 1999年1月5日  | 京都   | 2000m | ヒカリサーメット   | 牡5  | 1:59.5 | 河内洋     | 柳田次男   | 當山隆則                             |
| 第38回 | 2000年1月5日  | 京都   | 1600m | キョウエイマーチ   | 牝6  | 1:33.4 | 秋山真一郎 | 野村彰彦   | 松岡留枝                             |
| 第39回 | 2001年1月5日  | 京都   | 1600m | ダイタクリーヴァ   | 牡4  | 1:33.4 | 松永幹夫   | 橋口弘次郎 | （有）太陽ファーム                   |
| 第40回 | 2002年1月5日  | 京都   | 1600m | ダイタクリーヴァ   | 牡5  | 1:33.8 | 武豊       | 橋口弘次郎 | （有）太陽ファーム                   |
| 第41回 | 2003年1月5日  | 京都   | 1600m | サイドワインダー   | 牡5  | 1:33.7 | 四位洋文   | 北橋修二   | （株）協栄                           |
| 第42回 | 2004年1月5日  | 京都   | 1600m | マイソールサウンド | 牡5  | 1:33.3 | 本田優     | 西浦勝一   | 佐野清                               |
| 第43回 | 2005年1月5日  | 京都   | 1600m | ハットトリック     | 牡4  | 1:34.0 | 武豊       | 角居勝彦   | （有）キャロットファーム             |
| 第44回 | 2006年1月5日  | 京都   | 1600m | ビッグプラネット   | 牡4  | 1:34.0 | 和田竜二   | 南井克巳   | （有）ビッグ                         |
| 第45回 | 2007年1月6日  | 京都   | 1600m | マイネルスケルツィ | 牡4  | 1:33.9 | 柴田善臣   | 稲葉隆一   | （株）サラブレッドクラブ・ラフィアン |
| 第46回 | 2008年1月5日  | 京都   | 1600m | エイシンデピュティ | 牡6  | 1:33.6 | 岩田康誠   | 野元昭     | 平井豊光                             |
| 第47回 | 2009年1月5日  | 京都   | 1600m | タマモサポート     | 牡6  | 1:32.9 | 津村明秀   | 藤岡健一   | タマモ（株）                         |
| 第48回 | 2010年1月5日  | 京都   | 1600m | ライブコンサート   | 騸6  | 1:34.1 | 岩田康誠   | 白井寿昭   | グリーンフィールズ（株）             |
| 第49回 | 2011年1月5日  | 京都   | 1600m | シルポート         | 牡6  | 1:33.4 | 小牧太     | 西園正都   | 百万武夫                             |
| 第50回 | 2012年1月5日  | 京都   | 1600m | マイネルラクリマ   | 牡4  | 1:32.9 | 松岡正海   | 上原博之   | （株）サラブレッドクラブ・ラフィアン |
| 第51回 | 2013年1月5日  | 京都   | 1600m | ダノンシャーク     | 牡5  | 1:33.5 | C.ルメール | 大久保龍志 | （株）ダノックス                     |
| 第52回 | 2014年1月5日  | 京都   | 1600m | エキストラエンド   | 牡5  | 1:32.5 | C.ルメール | 角居勝彦   | （有）社台レースホース               |
| 第53回 | 2015年1月4日  | 京都   | 1600m | ウインフルブルーム | 牡4  | 1:32.8 | 池添謙一   | 宮本博     | （株）ウイン                         |
| 第54回 | 2016年1月5日  | 京都   | 1600m | ウインプリメーラ   | 牝6  | 1:33.0 | 川田将雅   | 大久保龍志 | （株）ウイン                         |
| 第55回 | 2017年1月5日  | 京都   | 1600m | エアスピネル       | 牡4  | 1:32.8 | 武豊       | 笹田和秀   | （株）ラッキーフィールド             |
| 第56回 | 2018年1月6日  | 京都   | 1600m | ブラックムーン     | 牡6  | 1:34.3 | 武豊       | 西浦勝一   | Him Rock Racing                      |
| 第57回 | 2019年1月5日  | 京都   | 1600m | パクスアメリカーナ | 牡4  | 1:34.9 | 川田将雅   | 中内田充正 | （株）山紫水明                       |
| 第58回 | 2020年1月5日  | 京都   | 1600m | サウンドキアラ     | 牝5  | 1:34.0 | 松山弘平   | 安達昭夫   | 増田雄一                             |
| 第59回 | 2021年1月5日  | 中京   | 1600m | ケイデンスコール   | 牡5  | 1:33.1 | 岩田康誠   | 安田隆行   | （有）サンデーレーシング             |
| 第60回 | 2022年1月5日  | 中京   | 1600m | ザダル             | 牡6  | 1:32.9 | 松山弘平   | 大竹正博   | （有）キャロットファーム             |
| 第61回 | 2023年1月5日  | 中京   | 1600m | イルーシヴパンサー | 牡5  | 1:32.7 | 岩田望来   | 久保田貴士 | 草間庸文                             |
| 第62回 | 2024年1月6日  | 京都   | 1600m | コレペティトール   | 牡4  | 1:33.8 | 岩田康誠   | 中竹和也   | 加藤誠                               |
| 第63回 | 2025年1月5日  | 中京   | 1600m | サクラトゥジュール | 騸8  | 1:33.5 | R.キング   | 堀宣行     | （株）さくらコマース                 |